# El Estado Avatar
El Estado Avatar es el vigésimo primer episodio de la serie animada de televisión Avatar: la leyenda de Aang y el primer capítulo de la segunda temporada. 

## Sinopsis
Aang tiene sueños donde él está en el "Estado Avatar", pero está fuera de su cuerpo y observando lo que ocurre, asustándose. Despierta, en un bote de la Tribu Agua del Norte que se dirige al Polo Sur. Aang, Katara y Sokka dejan al resto de la tripulación en el bote y se dirigen hacia Omashu para que Aang pueda aprender Tierra Control del Rey Bumi. Mientras tanto, Zuko está volviéndose impaciente mientras ya han pasado tres años desde su exilio. Iroh trata de consolarlo, pero sin mucho resultado. Iroh dice, "¿Por qué te desterraria, si no le importas?". Mientras tanto, la Princesa Azula, la hermana de Zuko, es mostrada hablándole a su tripulación, diciéndoles que deben estar preparados para enfrentarse a miembros de la familia real. Ella también se muestra hostil ante el capitán del barco, mientras él trata de explicarle que las olas no dejarían anclar el barco.
Aang y el grupo conocen a Fong, un general del Reino Tierra, que cree que Aang está perdiendo tiempo aprendiendo el control de los elementos y que solamente debería alcanzar el Estado Avatar consientemente para derrotar a la Nación del Fuego. Aang cree que las muertes de los soldados y personas inocentes del reino de la tierra podrían parar si derrotara al Señor del fuego con el Estado Avatar, así que le dice al General Fong que le hará caso. al mismo tiempo, Azula está practicando unas técnicas con el rayo que le salen casi perfectas (había un mechón de pelo en su cara). Azula se retira el mechón y esta vez lo hace perfecto.
Zuko y Iroh están en su casa cuando llega Azula diciendo que su padre se arrepiente de haber desterrado a Zuko y que quiere que vuelva. Iroh duda, ya que su hermano nunca se había arrepentido de nada. Pero Zuko le dice que es un viejo gordo e infeliz.
Aang y los demás hacen todo tipo de estrambóticas pruebas para intentar entrar en el Estado Avatar, pero ninguna funciona. Al terminar el día, Katara le dice a Aang que no quiere ver como se hace eso a sí mismo y que no cuente con ella, Aang se apena y decide cambiar de opinión. A la mañana siguiente le dice al General Fong que no seguirá intentando entrar en el Estado Avatar. Pero, sorpresivamente el General Fong ordena a sus hombres que ataquen a Aang.
Zuko y Iroh llegan al barco de Azula, pero el capitán revela por accidente que en realidad son prisioneros, entonces Iroh lucha con la guardia real del fuego mientras Zuko lucha con Azula. Azula le dice a Zuko que su padre culpa a Iroh por la derrota en el polo norte y considera a Zuko un inútil por no capturar al Avatar. Dice que Ozai solo quería que volviera para encerrar a Zuko donde ya no pudiera avergonzarlo. Zuko se enfurece e intenta atacar a Azula, pero esta le golpea. Cuando Azula intenta rematarlo con un rayo, llega Iroh y lo desvía de manera misteriosa.
Aang intenta escapar de los ataques de los Maestros tierra y Sokka y Katara lo ayudan. Pero el General Fong acorrala a Katara y amenaza con hundirla en la tierra si Aang no entra en el Estado Avatar. Katara empieza a hundirse en el lodo hasta que se hunde por completo. Entonces Aang entra en el Estado Avatar y destroza la fortaleza. Roku se lleva a Aang al mundo de los espíritus y le explica a Aang que el Estado Avatar es un mecanismo de defensa, y es activado cuando tiene fuertes emociones o está en gran peligro, pero especialmente si está furioso o triste. El Estado Avatar es la forma en la que todas las habilidades y conocimiento de los antiguos Avatares se unen con el Avatar actual. Aun así, aunque el Avatar es casi invencible cuando está en ese estado, si muere en el estado avatar, el ciclo del Avatar estaría roto, y el Avatar dejaría de existir.
Cuando Aang se recupera reúne a Sokka y a Katara y salen directos a Omashu, dejando inconsciente al General Fong para que no les persiga.
Al mismo tiempo, Zuko y Iroh corren hacia un río donde se cortan sus coletas, escindiéndose así de la Nación del Fuego. Mientras tanto, Azula pone una orden de busca y captura para ambos.
- Datos: Q16559828